# What Hath God Wrought: The Transformation of America, 1815-1848
What Hath God Wrought: The Transformation of America, 1815-1848(en français, Ce que Dieu a forgé: Transformation de l'Amérique, 1815-1848 est un livre écrit publié en 2007 par l'historien Daniel Walker Howe.
Ce livre fait partie de la collection Oxford History of the United States, il étudie l'histoire intellectuelle, religieuse, sociale et politique des États-unis, au moment de la transition entre la génération des fondateurs de la nation américaine et une nouvelle génération.
Howe met en évidence l'idée que les Américains, au cours de cette période, considèrent que leur pays est un exemple démocratique pour le reste du monde. Il estime que les traits les plus significatifs de la démocratie américaine au cours de cette période ont été la croissance de l'économie de marché, le réveil religieux au sein des églises protestantes et l'action d'autres associations bénévoles, et enfin, l'émergence des partis politiques nationaux. L'influence de ces trois facteurs a été amplifiée par des développements en matière de communication (média, livres et télégraphe) et de transport et voies de communication (développement ferroviaire, navigation, construction de routes). 
Le titre du livre constitue une double référence, à la Bible et au premier message télégraphique de Samuel Morse. Tout en soulignant les traits remarquables de cette époque, il fait valoir que les progrès effectués durant cette période sont obérés par la poursuite et l'expansion de l'esclavage, l'extermination des Amérindiens, et des actions impérialistes, en particulier celles menées contre le Mexique.
En 2008, What Hath God Wrought a reçu le prix Pulitzer d'histoire. Il a également été distingué  par le prix American History Book, décerné par la New-York Historical Society.

## Éditions
- What Hath God Wrought: The Transformation of America, 1815-1848, New York, Oxford University Press, 2007  (ISBN 0-19-507894-2).